# Siri Bjerke
Siri Bjerke (19 juin 1958 – 11 février 2012) est une femme politique norvégienne membre du Parti travailliste. Elle est membre suppléante du Storting entre 1997 et 2005, secrétaire d'État au Ministère des Affaires étrangères entre 1993 et 1997, et de Ministre de l'Environnement entre 2000 et 2001, dans le gouvernement Stoltenberg I,. Après son départ de la politique, elle est directrice de la Confédération des entreprises norvégiennes (æringslivets Hovedorganisasjon) de 2002 à 2005, et d'Innovasjon Norge à partir de 2005. 
Elle a fait des études de psychologie à l'université d'Oslo.